# Arnobia inocellata
Arnobia inocellata är en insektsart som beskrevs av Andrej Vasiljevitj Gorochov 1998. Arnobia inocellata ingår i släktet Arnobia och familjen vårtbitare. Inga underarter finns listade i Catalogue of Life.